# Konkurencija
Konkurencija je natjecanje između najmanje dva pojedinca, grupe, organizacije,  životinja, biljaka i sl., za teritorij, prostor ili resurse. Ona nastaje kad se najmanje dvije stranke zalažu za cilj koji se ne može dijeliti. Natjecanje se prirodno javlja između živih organizama koji postoje u istom okruženju. Životinje se natječu za vodu, hranu, partnere i druge biološke resurse. Ljudi se natječu za vodu, hranu, i prijatelje, a kad su zadovoljene te osnovne potrebe rivalstvo se pojavljuju u potrazi za bogatstvo, prestiž  i slavu. Mnogi filozofi i psiholozi konkurentnost smatraju urođenu biološku  osobinu koja koegzistira uz nagon za opstanak. Konkurentnost, ili sklonost za natjecanje, iako je ponekad sinonim za agresivnost, najčešće je način za distribuciju sredstava i prilagodbu okolini. Čak si i većina biljaka natječu za više mjesta na stablima da bi dobili više sunčeve svjetlosti.
Na višoj evolucijskoj razini konkurentnost postaje sve manje instinkta, te postaje sve više naučeno ponašanje, kao i suradnju koja je suprotna konkurenciji.
Kod ljudi, i suradnja i natjecanje smatraju se naučenim ponašanjem. Ako preživljavanje zahtijeva konkurentno ponašanje, pojedinac će se natjecati, a ako preživljavanje zahtijeva suradnju, pojedinac će surađivati. U slučaju ljudi, agresivnost može biti urođena osobina, ali osoba ne mora samim time biti konkurentnija.  
U poslovanju konkurencija je borba protiv drugih tvrtki s kojima se bori za istu skupinu kupaca. 

## Posljedice
Natjecanje može imati i blagotvorno i štetne učinke.
Mnogi evolucijski biolozi konkurenciju unutar vrsta i između vrsta vide kao pokretačku snaga prilagodbe, i na kraju evolucije. Neki biolozi kao Richard Dawkins, evoluciju vide kao konkurencije između pojedinih gena, a neki drugi socijalni Darvinisti tvrde kako konkurencija služi kao mehanizam za određivanje najbolje političke, ekonomske, ili ekološke grupe. Konkurencija može poslužiti kao oblik rekreacije ili izazov, pod uvjetom da nije neprijateljski. 
Negativne strane konkurencije su to što može uzrokovati ozljede i gubitak organizama čime se troše vrijedni resursi i energija. U konkurenciji među ljudima pretjerano natjecanja može biti vrlo skupo, osobito u ratu kad se gube životi i zdravlje. Čak i u svakodnevnom životu može doći do negativnih psiholoških posljedica zbog pretjeranog stresa, dugog radnog vremana, loših radnih odnosa i loših uvjeta rada koji umanjuje kvalitetu života, iako takva konkurencija često rezultira financijskom dobiti. 

## Ekonomija i gospodarstvo
Prema Adamu Smithu natjecanje je napor dviju ili više stranaka koje djeluju samostalno da osiguraju poslovanje trećoj strani, tj., kupcima daju najpovoljnije uvjete. Kasniji ekonomisti konkurenciju vide kao raspodjelu proizvodnih sredstava onima koji će od tih sredstava imati najviše koristi, čime se potiče učinkovitost. Kasnije mikroekonomske teorije razlikuje savršene konkurencije i nesavršene konkurencije, zaključivši da niti jedan sustav raspodjele sredstava nije učinkovitiji od savršene konkurencije. Konkurencija može biti lojalna, kada je poslovno ponašanje subjekata u tržišnom natjecanju u skladu s dobrim poslovnim običajima i propisima, i nelojalna, kada ono to nije, nego se radi o manipulaciji podatcima, nepoštovanju propisa, korupciji, industrijskoj špijunaži i slično.
Natjecanje, prema teoriji, tjera komercijalne tvrtke na razvoj novih proizvoda, usluga i tehnologija, kako bi potrošači imali veći izbor i bolje proizvode. Veći izbor obično uzrokuje niže cijene za proizvode, u odnosu na stanje kad nema konkurencije (monopol), ili je natjecanje zamijenjeno dogovorima (oligopol).
Marksisti su tvrdili kako je konkurencija štetna jer dovodi do gubitka kapaciteta i resursa koji se troše na međusobnu borbu. To je ponekad i istina, osobito kad postoji velika ponuda a malo kupaca, npr. kad se u nekoj djelatnosti javi vrlo veliki broj radnika koji konkuriraju za radna mjesta kod poslodavaca koji na lokalnom, ili širem tržištu imaju monopol u nekoj djelatnosti. Tada značajna ulaganja u osposobljavanje mogu postati bačeni ulog, jer samo djelić zainteresiranih radnika mogu postati uspješni.  
Tri razine ekonomskog natjecanja:
- Najuži oblik izravne konkurencije (natjecanje za brend), je borba unutar proizvoda koji obavljaju istu funkciju.

- Sljedeći oblik je zamjena ili neizravno natjecanja, gdje konkuriraju proizvodi koji su bliski supstituti. Na primjer, maslac se natječe s margarinom, ili majoneze s umakom.

- U najširem obliku natjecanja obično se zove proračun konkurencije. Ovaj oblik konkurencije podrazumijeva borbu za što veći dio kolača, tj., što veći dio od ukupnog dohotka potrošača,  odnosno novca kojim ti potrošači raspolažu.

Natjecanje ne mora nužno biti između poduzeća, već može biti i unutar poduzeća.  Ideju je prvi uveo Alfred Sloan u General Motorsu 1920. Sloan je namjerno stvorio područja preklapanja između odjela tvrtke, kako bi svaki odjel natjecao s drugim odjelima.  Većina poduzetnika potiče i natjecanje između pojedinih zaposlenika, osobito među prodavačima kojima je najlakše izmjeriti rezultate prodaje. 
U mnogim državama zakonima se ograničava konkurencija kako bi se zaštitili domaći proizvođači u srazu sa stranom konkurencijom, što se opravdava nacionalnim interesima. To ponekad i može biti istina, pogotovo kad strani konkurenti imaju materijalne ili druge poticaje od svojih država i financijskih organizacija. Konkurencija se ponekad ograničava i kad domaći proizvođači konkuriraju domaćim državnim monopolima, što se također opravdava nacionalnim interesima, a opravdano je jedino kad se radi o prirodnom monopolu na neka ograničena dobra. U drugim slučajevima obično se radi o zaštiti pojedinih užih interesa. Ponekad se znaju dogoditi i obrnuti primjeri, osobito kad domaći ili strani poduzetnici korumpiraju političare, direktno ili preko raznih lobista. Tarife, subvencije ili druge protekcionističke mjere donesene od strane vlade služe upravo ograničenju međunarodne konkurencije. Donošenje mnogobrojnih propisa, pravila, certifikata i sličnih mjera u većini slučajeva služi smanjenju konkurencije. 

## Tržišno natjecanje među državama
Tržišno natjecanje između zemalja je prilično teško otkriti, ali je očito u svjetskoj ekonomiji. Zemlje se natječu tako što nastoje pogodovati svojim multinacionalnim korporacijama kako bi ostvarili što veći izvoz i zaposlenost. Takva konkurencija je vidljiva kroz politike koje poduzimaju zemlje u edukaciji buduće radne snage, u različitim porezima, stimulacijama, obavještajnim podacima koji se dostavljaju vlastitim kompanijama. Manipulacijama deviznim tečajevima koji provode središnje banke moguće je pogodovati interesu vlastitih izvoznika, a ponekad i u interesu banaka,  što može dovesti i do valutnih ratova kad i druge države odgovore na isti način, što u konačnici može dovesti do velikih privrednih kriza i visoke inflacije.  Tržišnu konkurenciju mogu ograničavati i jake financijske organizacije kad metodama financijske agresije pogoduju pojedinim poduzećima u borbi protiv domaće ili strane konkurencije. 

## Konkurencija i multinacionalne kompanije
Od propasti komunizma pravo tržišnog natjecanja postalo je globalno, barem na formalnoj razini, iako sve velike države nastoje prikriveno pomagati svoja poduzeća u sukobu sa stranim korporacijama.  U toj igri zapadne države se znatno bolje snalaze, za razliku od političara iz bivših komunističkih država koji tržišnu privredu često smatraju kao sustav u kojemu razvijeniji pomažu manje razvijene. Zapadni političari znaju kako je tržišna privreda sustav u kojim je najvažnije pobijediti konkurenciju, i u tome se koriste sve metode gospodarskog, financijskog i psihološkog ratovanja koji se provodi po precizno razvijenim strateškim planovima uz korištenje svih dozvoljenih, a ponekad, tajno, i nedozvoljenih metoda tržišnog ratovanja.   
Velike proizvodne, trgovačke ili financijske kompanije imaju svoje timove sastavljene od tehnologa, ekonomista, matematičara, pravnika i psihologa čiji posao je razvijanje strateških planova za borbu protiv konkurencije. Ovi timovi su najčešće organizirani u obliku samostalnih znanstvenih instituta, te za njihov rad znaju samo vlasnici velikih kompanija, ili većinski dioničari velikih dioničarskih društava. Menadžeri takvih velikih kompanija obično imaju ovlasti snižavati troškove, povećavati kvalitetu, snižavati cijenu dok borbu protiv konkurencije i izbor najvažnijih dobavljača vlasnici koji sjede u nadzornim odborima ostavljaju u svojim rukama.  U borbi protiv sitne konkurencije velike kompanije nastoje, preko lobista, potkupiti političare kako bi donijeli zakone koji otežavaju poslovanje sitnim konkurentima, a ne predstavljaju problem velikim poduzećima. To su obično razni sanitarni propisi, ekološki propisi, tehnološki propisi, knjigovodstveni propisi i slične pravne prepreke koje mali proizvođači ne mogu savladati bez angažiranja stručnjaka, dok velike kompanije ti stručnjaci koštaju daleko manje mjereno po jedinici proizvoda.   Ako se ovakvim potezima ne uništi sitna konkurencija moguće ju je, nakon početnog slabljenja, radi rušenja cijene kupiti tzv., neprijateljskim preuzimanjem, što predstavlja najjednostavniji oblik financijske agresije. Za postupak preuzimanja bitno je nabaviti dovoljno novca za jednokratnu isplatu svih dioničara, što ponekad mogu učiniti i manje kompanije, ako imaju banku koja će ih u tome pratiti. 
Ako postupak preuzimanja nije moguć kreće se na složeniju operaciju planskog uništenja konkurencije. U borbi protiv takve krupnije konkurencije strateški planovi su mnogo složeniji i najčešće se dijele u tri faze. 
- Prva faza plana (bitke) je osiguranje vlastite pozadine od izdaje, tj., potrebno je vlastite prirodne saveznike (dobavljače) vezati uza sebe. Ako u ključnom trenutku bitke neki dobavljač počne svoj proizvod isporučivati samo konkurentu on nam može zadati odlučujući udarac u leđa. Zato je potrebno za svaku poziciju imati nekoliko dobavljača koji mogu uskočiti ako jedan zakaže, te ih je potrebno stalno provjeravati dali i koliko svojih proizvoda isporučuju konkurentu. U ovoj fazi dobro je   malim narudžbama držati dobavljače vezane uz sebe i stalno im obećavati povećanje narudžbi ako poboljšaju suradnju, odnosno prijetiti im otkazom ako se previše vežu za našeg konkurenta. Ovo je moguće kod malih dobavljača koji više od 10% svoje proizvodnje isporučuju nama. Kod velikih proizvođača koji nikom ne isporučuju više od 5% svojih proizvoda ili usluga jednom kupcu nitko ne može steći status prirodnog saveznika. Kod ovakvih dobavljača važnije je osobno poznanstvo i prijateljstvo s vodećim ljudima, ili poznavanje njihovih privatnih slabosti kojima ih se može ucjenjivati. Kod dobavljača koje nije moguće ucjenjivati vrlo dobro dođe kapitalno povezivanje putem zamjene dionica, čime oni postaju suvlasnici, te su i sami zainteresirani za uspjeh plana.   Posebna vrsta dobavljača usluga su zaposlenici. Ako konkurent uspije u poduzeću uz pomoć nezadovoljnih zaposlenika osnovati sindikat s radikalnim zahtjevima on može ugroziti opstanak poduzeća. Osnivanje radikalnih sindikata može biti vrlo opasno i za kompaniju koja financira osnivanje ovakvog sindikata, ako se vođe sindikata otmu kontroli, osobito ako se konkurentsko poduzeće nalazi u istoj državi.

- U drugoj fazi plana potrebno je osvojiti što veći broj novih kupaca uz zadržavanje starih. U bitci za osvajanje bojnog polja tj. novih kupaca koriste se različite vrste oružja i streljiva od kojih je najvažnije streljivo profit. Za pribavljanje tog streljiva potrebno je stalno povećavati funkcionalnost tj. kvalitetu (fizičku, psihološku ili ekonomsku) proizvoda kojima naši kupci zadovoljavaju svoje proizvode, ili sniziti cijenu proizvoda uz zadržavanje minimalne kvalitete. Pri ovom znatnu ulogu imaju naši prirodni saveznici tj. dobavljači koji često i sami moraju povećati kvalitetu svojih proizvoda i usluga, ili sniziti cijenu uz zadržavanje minimalne zakonom propisane kvalitete. Što je bitka žešća to su zalihe glavnog streljiva tj. profita manje, a onaj tko ostane bez profita opstaje dok ne potroši zalihe, nakon čega gubi bitku i propada. Da do toga ne bi došlo potrebno je kod starih kupaca osigurati nekakav profit koji se koristi u borbi za nove kupce. Velike kompanije na novim tržištima često idu čak i s damping cijenama dok ne osvoje većinu tržišta što im potkupljeni državni službenici i funkcionari slabih država često i dozvoljavaju. U ovoj fazi plana jači konkurent nastoji slabijega dovesti u stanje poznato kao kompleks  manje vrijednosti. Protivnik koji upadne u takvo stanje postaje nesposoban za kreativno razmišljanje te jedino rješenje vidi u sniženju cijena. A kad jednom počne raditi s gubitkom stečaj je pitanje trenutka.

- Treća faza plana je uništenje konkurencije. Kad se osvoji većina kupaca na novom tržištu konkurent ostaje bez profita, te može poslovati samo dok ne potroši zalihe, ili dok ga kreditiraju dobavljači. U ovoj fazi plana cilj napada su konkurentovi dobavljači. Potrebno je njegovim dobavljačima proširiti informaciju kako neće moći naplatiti svoja potraživanja kad njihov kupac bankrotira, te ih na taj način navesti na prekid suradnje s njim. Dobro je pri tom protivnikovim dobavljačima obećati kupovinu njihovih proizvoda kad prestanu s isporukama našem konkurentu. Kad jedan dobavljač obustavi isporuke našem konkurentu vijest o tome je potrebno odmah proširiti svima ostalima kako bi došlo do domino efekta, tj. kako bi i svi ostali prestali s isporukama. Tog trenutka bitka je završena, konkurencija je uništena, te je moguće dići cijene, ostvariti ekstra profit i s njime krenuti u osvajanje novog tržišta na isti način.

## Zakon
Prava tržišnog natjecanja, najjače su razvijena u SAD-u i osigurana su antitrust zakonom koji ima tri glavne funkcije. 
- zabranjuje sporazume usmjerene na ograničavanje slobodne trgovine između poslovnih subjekata i njihovih klijenata.
- pravo tržišnog natjecanja može se zabraniti kad postoji nasilničko ponašanje tvrtki koja dominira na tržištu.
- očuvanje konkurentnih tržišta zakon osigurava nadziranjem spajanja i preuzimanja vrlo velikih korporacija.

Ova zakonska prvila su danas prenesena u zakonodavstvo većine država, osobito među Članice WTO-a, iako ih se mnoge države ponekad ne pridržavaju, osobito kad strane kompanije ulaze na domaće tržište.  

## Politika
Natjecanje je također jasno izraženo i u politici. U demokracijama, izbor je natječaj za državnu funkciju. Dvije ili više stranaka ili pojedinaca se natječu jedni protiv drugih da postignu poziciju moći. Pobjednik dobiva funkciju u državnim institucijama na određeno vrijeme, do sljedećih izbora. Također postoji konkurencija i unutar stranaka gdje se pojedinci bore za bolje pozicije u stranci kako bi dobili i bolje pozicije u raspodijeli državnih funkcija koji donose različitu količinu moći. 

## Šport
Dok su neki športovi rekreacijski, većina sportova su konkurentski. Većina uključuju natjecanje između dva ili više osoba (ponekad koriste konje ili automobile).  Čak i kad ne postoji nagrada za pobjedničku momčad, mnogi igrači nastoje pobijediti radi osjećaja ponosa. Športaši se osim protiv drugih ljudi natječu i protiv prirode u športovima kao što spuštanje niz rijeke ili planinarenje, gdje je cilj doći do odredišta, sa samo prirodne barijere ometaju proces.  
Profesionalni športovi su vrlo intenzivni i konkurentni poslovi, a brojne športsko-rekreacijski športovi često su manje intenzivne i služe više za ugodu i opuštanje. Ipak, psihološki je utvrđeno kako agresivniji športovi rezultiraju povećanim agresivnim ponašanje športaša i kad se ne igraju.  

## Obrazovanje
Natjecanje je glavni čimbenik i u obrazovanju. Nacionalni obrazovni sustavi nastoje poticati konkurentnost među studentima kroz stipendije. Pojedine zemlje imaju posebne obrazovne programe koji nude razne pogodnosti za najbolje studente čime stvaraju elitizam. Po primitku rezultata studenti se uspoređuju kako bi vidjeli tko je bolji. Pritisak je u nekim zemljama tako visok da se može dovesti u psiholoških trauma slabijih studenata, ili čak do samoubojstva kao posljedica neispunjavanja ispita, osobito u Japanu.  Kritičari natjecanja (za razliku od izvrsnosti) kao motiv u obrazovnim sustavima,  tvrde da konkurencija zapravo ima negativan utjecaj na postizanje razine studenata.  
Natječaji također čine veliki dio izvannastavnih aktivnosti u kojima učenici sudjeluju.  

## Vanjske poveznice
Osnove globalnog gospodarstva,   autor Tihomir Čuljak  Arhivirana inačica izvorne stranice od 30. srpnja 2013. (Wayback Machine)